# Kantarō Suzuki
Kantarō Suzuki (jap. 鈴木 貫太郎 Suzuki Kantarō; ur. 18 stycznia 1868 w Osace, zm. 17 kwietnia 1948 w Nodzie w prefekturze Chiba) – japoński admirał i urzędnik, premier Japonii od kwietnia do sierpnia 1945 roku.

## Życiorys
Był synem urzędnika administracji lokalnej. W 1887 roku ukończył Akademię Cesarskiej Marynarki Wojennej (Kaigun Heigakkō). Brał udział w działaniach wojennych podczas wojny chińsko-japońskiej (1894–1895), następnie kontynuował szkolenie i w 1898 roku ukończył studia w Akademii Marynarki Wojennej (Kaigun Daigakkō). W 1905 roku uczestniczył w bitwie pod Cuszimą, podczas wojny rosyjsko-japońskiej.
Pełnił funkcję dyrektora biura kadrowego w Ministerstwie Marynarki Wojennej, następnie wiceministra marynarki wojennej (w gabinecie Shigenobu Ōkumy), komendanta Akademii Cesarskiej Marynarki Wojennej i dowódcy dystryktu morskiego Kure. W 1923 roku awansowany został na admirała, a rok później został głównodowodzącym Połączonej Floty. W latach 1925–1929 objął kierownictwo Sztabu Generalnego Cesarskiej Marynarki Wojennej. W 1929 roku przeniesiony został do rezerwy, jednocześnie obejmując funkcję wielkiego szambelana (jijūchō) i zasiadając w Tajnej Radzie (Sūmitsu-in).
W 1936 roku został poważnie raniony przez puczystów biorących udział w nieudanej próbie zamachu stanu, tzw. incydencie z 26 lutego, w następstwie czego zrezygnował z urzędu szambelana.
W 1940 roku mianowany został wiceprzewodniczącym, a w 1944 roku przewodniczącym tajnej rady. W kwietniu 1945 roku zastąpił Kuniaki Koiso na stanowisku premiera Japonii. 14 sierpnia zgodził się na kapitulację kraju na zasadach zawartych w deklaracji poczdamskiej. Tuż potem podał się wraz z gabinetem do dymisji.
W latach 1945–1946 ponownie przewodził tajnej radzie.